# Laura Hillenbrand
Laura Hillenbrand (* 15. Mai 1967 in Fairfax, Virginia) ist eine US-amerikanische Schriftstellerin.

## Leben
Laura Hillenbrand wurde 1967 in Fairfax geboren und wuchs auf der Ranch ihres Vaters in Sharpsburg, Maryland, auf. Bereits in ihrer Jugend verfasste sie erste Artikel über Geschichte und Pferderennen. Sie studierte am Kenyon College in Gambier, Ohio. Währenddessen erkrankte sie am Chronischen Fatigue-Syndrom und wandte sich der Schriftstellerei zu. Ihre Essays erschienen in Publikationen wie The New Yorker, The New York Times, The Washington Post, Los Angeles Times, American Heritage, USA Today und Reader’s Digest.
2001 erschien ihr erstes Sachbuch über das Rennpferd Seabiscuit. Es blieb 42 Wochen auf der Bestsellerliste der New York Times und entwickelte sich später auch weltweit zu einem Bestseller. Das Buch wurde 2003 von Gary Ross verfilmt. Zusammen mit dem Schauspieler Gary Sinise gründete Hillenbrand 2004 die gemeinnützige Organisation Operation International Children.
Ihr zweites Buch Unbeugsam, eine Biografie des Olympiateilnehmers und Kriegshelden Louis Zamperini, erschien 2010. Die Verfilmung des Werkes durch Angelina Jolie lief am 25. Dezember 2014 unter dem Titel Unbroken in den US-Kinos an. Der deutsche Kinostart war am 15. Januar 2015.
Hillenbrand lebt in Washington, D.C.

## Werke
- Seabiscuit. Mit dem Willen zum Erfolg. Ullstein, München 2003, ISBN 3-548-36482-9.
- Unbroken. A World War II Story of Survival, Resilience, and Redemption. Random House, New York 2010, ISBN 978-1-4000-6416-8.
  - Unbeugsam. Eine wahre Geschichte von Widerstandskraft und Überlebenskampf. Klett-Cotta, Stuttgart 2011, ISBN 978-3-608-94624-6.